# Іммокалі (Флорида)
Іммокалі (англ. Immokalee) — переписна місцевість (CDP) в США, в окрузі Колльєр штату Флорида. Населення — 24 557 осіб (2020).

## Географія
Іммокалі розташоване за координатами 26°25′26″ пн. ш. 81°25′18″ зх. д. / 26.42389° пн. ш. 81.42167° зх. д. (26.424012, -81.421556).  За даними Бюро перепису населення США в 2010 році переписна місцевість мала площу 60,26 км², з яких 58,80 км² — суходіл та 1,46 км² — водойми.

### Клімат
Громада знаходиться у зоні, котра характеризується кліматом тропічних саван. Найтепліший місяць — серпень із середньою температурою 27.9 °C (82.2 °F). Найхолодніший місяць — січень, із середньою температурою 17.7 °С (63.9 °F).
| Клімат Іммокалі         | Клімат Іммокалі | Клімат Іммокалі | Клімат Іммокалі | Клімат Іммокалі | Клімат Іммокалі | Клімат Іммокалі | Клімат Іммокалі | Клімат Іммокалі | Клімат Іммокалі | Клімат Іммокалі | Клімат Іммокалі | Клімат Іммокалі | Клімат Іммокалі |
| Показник                | Січ.            | Лют.            | Бер.            | Квіт.           | Трав.           | Черв.           | Лип.            | Серп.           | Вер.            | Жовт.           | Лист.           | Груд.           | Рік             |
| Абсолютний максимум, °C | 31,7            | 32,2            | 37,2            | 35,6            | 37,8            | 38,9            | 36,7            | 37,8            | 36,7            | 35              | 33,3            | 31,7            | 38,9            |
| Середній максимум, °C   | 24,6            | 25,3            | 27,4            | 29,5            | 31,8            | 32,7            | 33,2            | 33,1            | 32,3            | 30,3            | 27,4            | 25,2            | 29,4            |
| Середня температура, °C | 17,7            | 18,3            | 20,3            | 22,2            | 25              | 27              | 27,7            | 27,9            | 27,3            | 24,7            | 21,4            | 18,7            | 23,2            |
| Середній мінімум, °C    | 10,8            | 11,2            | 13,3            | 14,9            | 18,2            | 21,3            | 22,2            | 22,6            | 22,2            | 19,1            | 15,3            | 12,1            | 16,9            |
| Абсолютний мінімум, °C  | −6,7            | −3,9            | −1,1            | 3,3             | 9,4             | 12,2            | 17,2            | 17,8            | 17,8            | 5               | −2,8            | −4,4            | −6,7            |
| Норма опадів, мм        | 54              | 58              | 73              | 61              | 102             | 208             | 184             | 194             | 161             | 68              | 51              | 43              | 1258            |
| Днів з опадами          | 5               | 5               | 6               | 5               | 7               | 14              | 16              | 17              | 13              | 8               | 5               | 4               | 106             |
| Днів з дощем            | 3               | 4               | 5               | 5               | 6               | 11              | 12              | 9               | 12              | 6               | 2               | 3               | 85              |
| Вологість повітря, %    | 77              | 75              | 73              | 72              | 72              | 78              | 81              | 80              | 82              | 79              | 77              | 78              | 77              |
| ----------------------- | --------------- | --------------- | --------------- | --------------- | --------------- | --------------- | --------------- | --------------- | --------------- | --------------- | --------------- | --------------- | --------------- |
| Джерело: Weatherbase    |                 |                 |                 |                 |                 |                 |                 |                 |                 |                 |                 |                 |                 |

## Демографія
Згідно з переписом 2010 року, у переписній місцевості мешкали 24 154 особи в 5795 домогосподарствах у складі 4575 родин. Густота населення становила 401 особа/км².  Було 6816 помешкань (113/км²).
Расовий склад населення:
| - 43,2 % — білих - 18,9 % — чорних або афроамериканців - 1,0 % — корінних американців - 0,2 % — вихідців з тихоокеанських островів - 0,2 % — азіатів - 32,5 % — осіб інших рас |

До двох чи більше рас належало 4,1 %. Частка іспаномовних становила 75,6 % від усіх жителів.
За віковим діапазоном населення розподілялося таким чином: 33,7 % — особи молодші 18 років, 60,9 % — особи у віці 18—64 років, 5,4 % — особи у віці 65 років та старші. Медіана віку мешканця становила 26,6 року. На 100 осіб жіночої статі у переписній місцевості припадало 123,6 чоловіків;  на 100 жінок у віці від 18 років та старших — 131,3 чоловіків також старших 18 років.
Середній дохід на одне домашнє господарство  становив 37 541 долар США (медіана — 26 684), а середній дохід на одну сім'ю — 37 622 долари (медіана — 26 670). Медіана доходів становила 22 629 доларів для чоловіків та 21 714 долари для жінок. За межею бідності перебувало 43,9 % осіб, у тому числі 56,8 % дітей у віці до 18 років та 29,1 % осіб у віці 65 років та старших.
Цивільне працевлаштоване населення становило 10 084 особи. Основні галузі зайнятості: сільське господарство, лісництво, риболовля — 35,6 %, науковці, спеціалісти, менеджери — 12,1 %, мистецтво, розваги та відпочинок — 11,6 %.